# Kvalitatív analízis
A kvalitatív analízist, vagy minőségi elemzést vegyületek, keverékek egyszerű vagy összetett alkotórészeinek meghatározása kémiai, biokémiai, fizikai-kémiai vagy fizikai módszerekkel. Nem határozza meg az összetevők mennyiségi arányait.
Ezzel a módszerrel már automatikusan elemző gépek is rendelkeznek szerves anyagokban lévő fémek meghatározására.
Egy minta komponenseinek azonosítására, vagy különböző anyagok kimutatására (jelenlétének igazolására vagy cáfolására alkalmazzák.
Spektroszkópia, kromatográfia, neutronaktiválási analízis, polarográfia, segítségével.

## Lásd még
- Kvantitatív kémiai analízis
- Analitikai kémia#Minőségi (kvalitatív) analízis